# Селезнівський парк
Селезнівський парк — пам'ятка садово-паркового мистецтва регіонального значення в смт Селезнівка, Луганська область.

## Історичні дані
Перші згадки про первісну садибу датовані кінцем 18 ст. Невідомо, чи був тоді розпланований невеликий сад, але умови для його створення вже були. Тут розташована долина-низовина  з трьома невиличкими річками — Селезень, Качка та Біла. Якісь рослини тут були, вказівкою на що є наявність в парку старої тополі близько 300 років віком.  Стовбур тополі досягає семи метрів завтовшки. Землі в Селезнівці належали капітану Івану Яковлеву.
Ім'я чергового володаря садиби 1840-х років  невідомо. Саме за його господарювання тут створено реальний пейзажний парк.

## Парк за часів Казимира Мсциховського
Новий період садиби розпочався 1889 року, коли садибу з парком придбав Казимир Мсциховський. Наявність старої садиби з парком поблизу володінь Мсциховського з копаними кам'яновугільними шахтами відіграло головну роль в придбанні маєтку. Фінансова спроможність нового володаря обумовила запрошення в садибу архітектора Сергія Ґінґера. Замість старого помешкання часів Івана Яковлева був вибудований новий заміський палац, котрий в газетах називали віллою. 
Упорядкуванням парку займався садівник і поляк за походженням (як і володар Мсциховський ) Марцин Францевич Хубецький. 
Хубецький доклав чималих зусиль для упорядкування парку. За описами 1916 року тут було декілька алей, назви яких були вказівками на висаджені поряд рослини — Липова, Тополина, Дубова. Декілька рослин мали вистріжений характер. В парку вибудували перші садові павільйони, серед них і бібліотечний корпус. Марцин Хубецький заповідав поховати себе в парку, що і було виконано.

## Сумна сучасність
Парк втратив кордони і перебуває в захаращеному стані. А бібліотечний корпус втратив дах і частку власних стін, перебуває в аварійному стані. З кінця 20 ст. парк має охоронний статус місцевого значення, але занедбаний стан пам'ятки це не покращило.